# Steven Sessegnon
Zeze Steven Sessegnon (Londra, 18 maggio 2000) è un calciatore inglese di origini beninesi, difensore o centrocampista del Wigan.

## Biografia
Ha un fratello gemello di nome Ryan, che attualmente milita nel Fulham; inoltre è il cugino del calciatore Stéphane Sessègnon.

## Carriera

### Club

#### Fulham e parentesi al Bristol City
Il 28 giugno 2017, Sessegnon ha firmato il suo primo contratto da professionista con il Fulham con scadenza 2020.
Ha debuttato in prima squadra l'8 agosto 2017 nel primo turno di League Cup contro il Wycombe. Ha giocato tutti i novanta minuti nella vittoria del Fulham, giocando gli ultimi nove minuti in campo con il fratello Ryan. La sua prima apparizione in campionato è arrivata il 16 agosto 2019 contro l'Huddersfield Town.
Dopo essere retrocesso in Championship nella stagione 2018-2019, l'anno successivo conquistata l'immediata promozione in Premier League vincendo i play-off della Championship 2019-2020.

#### Plymouth e Charlton
Il 7 settembre 2020 si trasferisce in prestito al Bristol City. Dopo 18 presenze totali senza segnare nessuna rete, il 31 maggio 2021 rientra a Londra, dove inizia la stagione 2021-2022, senza nessuna apparizione in Prima Squadra.
Il 31 gennaio 2022 passa in prestito fino al termine della stagione al Plymouth, dove raccoglie 10 presenze complessive.
Tornato a Londra, il 5 luglio 2022 rinnova fino al 30 giugno 2023 più opzione per un'altra stagione con il club bianconere e contemporaneamente viene ceduto nuovamente in prestito al Charlton fino al termine della stagione, sempre in League One.

### Nazionale
Ha giocato per le varie selezioni giovanili inglesi, nell'Under-16 e nell'Under-17. Nel 2017 ha partecipato con la nazionale Under-17 inglese ai Mondiali di categoria in India, contribuendo con 5 presenze alla vittoria finale.
Nel marzo 2018 viene convocato nella nazionale Under-18 inglese; nell'agosto successivo entra nel giro della nazionale Under-19.
Il 1º giugno 2019 fa il suo debutto nazionale Under-20 in occasione della sconfitta nella gara di apertura del torneo di Tolone 2019 in Giappone.
Il 30 agosto 2019 è stato convocato per la prima volta dalla nazionale Under-21 e il 6 settembre 2019 ha fatto il suo debutto durante la vittoria per 3-2 contro la Turchia nella gara di qualificazione agli Europei U21 del 2021..

## Statistiche

### Presenze e reti nei club
Statistiche aggiornate al 17 settembre 2022.
| Stagione        | Squadra         | Campionato      | Campionato | Campionato | Coppe nazionali | Coppe nazionali | Coppe nazionali | Coppe continentali | Coppe continentali | Coppe continentali | Altre coppe | Altre coppe | Altre coppe | Totale | Totale |
| Stagione        | Squadra         | Comp            | Pres       | Reti       | Comp            | Pres            | Reti            | Comp               | Pres               | Reti               | Comp        | Pres        | Reti        | Pres   | Reti   |
| --------------- | --------------- | --------------- | ---------- | ---------- | --------------- | --------------- | --------------- | ------------------ | ------------------ | ------------------ | ----------- | ----------- | ----------- | ------ | ------ |
| 2017-2018       | Fulham          | FLC             | 0          | 0          | FACup+CdL       | 0+2             | 0+0             | -                  | -                  | -                  | -           | -           | -           | 2      | 0      |
| 2018-2019       | Fulham          | PL              | 0          | 0          | FACup+CdL       | 0+2             | 0+0             | -                  | -                  | -                  | -           | -           | -           | 2      | 0      |
| 2019-2020       | Fulham          | FLC             | 14         | 0          | FACup+CdL       | 1+0             | 0+0             | -                  | -                  | -                  | -           | -           | -           | 15     | 0      |
| 2020-2021       | Bristol City    | FLC             | 16         | 0          | FACup+CdL       | 0+2             | 0               | -                  | -                  | -                  | -           | -           | -           | 18     | 0      |
| 2021-gen. 2022  | Fulham          | FLC             | 0          | 0          | FACup+CdL       | 0+0             | 0+0             | -                  | -                  | -                  | -           | -           | -           | 0      | 0      |
| Totale Fulham   | Totale Fulham   | Totale Fulham   | 14         | 0          |                 | 1+4             | 0               |                    | -                  | -                  |             | -           | -           | 19     | 0      |
| gen.-giu. 2022  | Plymouth        | FL1             | 10         | 0          | FACup+CdL       | 0+0             | 0+0             | -                  | -                  | -                  | FLT         | 0           | 0           | 10     | 0      |
| 2022-2023       | Charlton        | FL1             | 20         | 0          | FACup+CdL       | 2+3             | 1+0             | -                  | -                  | -                  | FLT         | 0           | 0           | 25     | 1      |
| Totale carriera | Totale carriera | Totale carriera | 60         | 0          |                 | 12              | 1               |                    |                    |                    |             |             |             | 72     | 1      |

### Cronologia presenze e reti in nazionale
| Cronologia completa delle presenze e delle reti in nazionale ― Inghilterra under 21 | Cronologia completa delle presenze e delle reti in nazionale ― Inghilterra under 21 | Cronologia completa delle presenze e delle reti in nazionale ― Inghilterra under 21 | Cronologia completa delle presenze e delle reti in nazionale ― Inghilterra under 21 | Cronologia completa delle presenze e delle reti in nazionale ― Inghilterra under 21 | Cronologia completa delle presenze e delle reti in nazionale ― Inghilterra under 21 | Cronologia completa delle presenze e delle reti in nazionale ― Inghilterra under 21 | Cronologia completa delle presenze e delle reti in nazionale ― Inghilterra under 21 |
| Data                                                                                | Città                                                                               | In casa                                                                             | Risultato                                                                           | Ospiti                                                                              | Competizione                                                                        | Reti                                                                                | Note                                                                                |
| ----------------------------------------------------------------------------------- | ----------------------------------------------------------------------------------- | ----------------------------------------------------------------------------------- | ----------------------------------------------------------------------------------- | ----------------------------------------------------------------------------------- | ----------------------------------------------------------------------------------- | ----------------------------------------------------------------------------------- | ----------------------------------------------------------------------------------- |
| 6-9-2019                                                                            | Kocaeli                                                                             | Turchia under 21                                                                    | 2 – 3                                                                               | Inghilterra under 21                                                                | Qual. Europeo Under-21 2021                                                         | -                                                                                   | 59’                                                                                 |
| 9-9-2019                                                                            | Kingston upon Hull                                                                  | Inghilterra under 21                                                                | 2 – 0                                                                               | Kosovo under 21                                                                     | Qual. Europeo Under-21 2021                                                         | -                                                                                   |                                                                                     |
| 15-10-2019                                                                          | Milton Keynes                                                                       | Inghilterra under 21                                                                | 5 – 1                                                                               | Austria under 21                                                                    | Qual. Europeo Under-21 2021                                                         | -                                                                                   | 61’                                                                                 |
| 28-03-2021                                                                          | Lubiana                                                                             | Portogallo under 21                                                                 | 2 – 0                                                                               | Inghilterra under 21                                                                | Europeo Under-21 2021                                                               | -                                                                                   | 83’                                                                                 |
| 31-03-2021                                                                          | Capodistria                                                                         | Croazia under 21                                                                    | 1 – 2                                                                               | Inghilterra under 21                                                                | Europeo Under-21 2021                                                               | -                                                                                   | 89’                                                                                 |
| Totale                                                                              |                                                                                     | Presenze                                                                            | 5                                                                                   |                                                                                     | Reti                                                                                | 0                                                                                   |                                                                                     |

## Palmarès

### Nazionale

#### Competizioni giovanili
- Campionato mondiale Under-17: 1

India 2017